# Saint-Étienne-en-Bresse
 Saint-Étienne-en-Bresse  es una población y comuna francesa, en la región de Borgoña, departamento de Saona y Loira, en el distrito de Louhans y cantón de Montret.

## Demografía
| 738 | 613 | 584 | 623 | 721 | 732 |
| Para los censos de 1962 a 1999 la población legal corresponde a la población sin duplicidades (Fuente: INSEE [Consultar]) |     |     |     |     |     |